# Stora Laxåstjärnen
Stora Laxåstjärnen är en sjö i Ljusdals kommun i Hälsingland och ingår i Delångersåns huvudavrinningsområde.